# Charles de Choiseul, marquis de Praslin

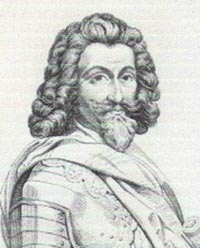
Charles de Choiseul-Praslin

Wappen von Charles de Choiseul-Praslin

Charles de Choiseul, marquis de Praslin, (geboren am 1. Februar 1563; gestorben am 1. Februar 1626) war ein Maréchal de France.
Geboren auf dem abgegangenen Schloss Praslin (Aube) (Département Aube in der Région Champagne-Ardenne) war er der älteste Sohn von Ferry I. de Choiseul, seigneur de Praslin († 1569 in der Schlacht bei Jarnac), hugenottischer Befehlshaber und Gatte der Anne de Béthune (* vor 1543; † nach 1607), dame d’Ostel.
Charles de Choiseul, marquis de Praslin, war einer der bemerkenswertesten Männer des ausgehenden 16. Jahrhunderts.

## Leben
Er sammelte seine ersten militärischen Erfahren in den Kämpfen der Religionskriege unter dem Jacques II. de Goÿon de Matignon, Maréchal de France und nahm unter Henri III. 1588 und 1589 an der Belagerung von Paris teil. nach dem Tod des Königs 1589 war er einer der ersten, der Henri IV. anerkannte und wurde dafür zum Gouverneur von Troyes und zum Lieutenant-général der Champagne gemacht. Weiterhin wurde er Capitaine der 1. Kompanie der gardes du corps du roy, Berater des Königs und Capitaine der Ordonnanz des Königs.
1595 wurde er vom König zum Chevalier des Ordre du Saint-Esprit ernannt.
Während der Regentschaft der Maria de’ Medici war er Berater der Königinmutter.
1611 verjagte er die Jesuiten aus Troyes und nötigte die aufständischen Fürsten durch geschicktes Taktieren zur Unterzeichnung des Vertrages von Sainte-Menehould
1619 wurde er Maréchal de France, als der er eine wichtige Rolle in den Religionskriegen spielte. 1621 nahm er an der Belagerung von Saint-Jean-d’Angély teil. Im Jahre 1622 wurde er Gouverneur der Saintonge und dann des Aunis.
1626 starb er im Alter von 63 Jahren, nach 45 Jahren als Soldat, in denen er neunmal eine Armee kommandierte, 53 Städte belagerte und eroberte, in 47 Schlachten zum Kommandostab gehörte und 22 Verwundungen erlitt.
Charles de Choiseul baute das Schloss in Ostel (Aisne) wieder auf. In den Grundstein wurden am 20. März 1570 die lateinischen Worte eingearbeitet:

„Nec vis, nec tecula...
Stet domus hœc dnnec formica marmor
Ebibat, et lolum testudo perambulet orbem.“

Das Schloss existiert nicht mehr, da es 1810 abgebrochen wurde.

## Titel
- Marquis de Praslin
- Seigneur du Plessis-Saint-Jean
- Vicomte de Chavignon
- Baron de Chitry
- Vicomte d'Ostel
- Marquis de Chaource
- Quart-comte de Soissons

## Nachkommenschaft
- Charles de Choiseul ⚭ 7. Dezember 1591 Claude de Cassillac de Cessac († nach 1612)

1. Catherine Blanche (* 1599 – † 17. Oktober 1673), Hofdame der Herzogin von Orléans, ⚭ 27. Mai 1610 Jacques d’Estampes, Marquis de La Ferté-Imbault, Maréchal de France, ohne Nachkommen ;
2. Roger de Choiseul-Praslin (Roger de Choiseul war ziviler Lieutenant général der Champagne und Bailli von Troyes). 1626 duellierte er sich mit dem Marquis de Vardes. Nachdem ihm der König Pardon gewährt hatte, wurde er Marquis de Sourdis und Mestre de camp der leichten Kavallerie. Im Juni 1639 war an der Belagerung von Thionville beteiligt, wo man ihn für die Feigheit seiner Truppe verantwortlich machte und ihn auf Anweisung von Roger de Bussy-Rabutin in der Bastille gefangensetzte. Am 28. Januar 1640 wurde er wieder frei und starb 1641 unverheiratet im Dienst de Königs während der Schlacht bei Marfée
3. Claude (* 1602 in Troyes – † 4. August 1667), Äbtissin von Notre-Dame-de-Troyes
4. Anne (1607 in Troyes – † 29. August 1688), trat in das Kloster von Notre-Dame-de-Troyes ein, wurde 1627 zunächst  Coadjutrice und am 29. September 1667 Nachfolgerin ihrer Schwester als Äbtissin.
5. Françoise (* vor 1609 – † 5. Mai 1686), ⚭ Juli 1629  Alexandre de Canonville († vor 1686), Marquis de Raffetot, ohne Nachkommen
6. Isabeau (* vor 1610 – † 9. August 1677), ⚭ 23. Februar 1642 Henri du Plessis-Guénégaud (* 1609 – † 1676), seigneur du Plessis-Belleville, Marquis de La Garnache, ohne Nachkommen
7. François de Choiseul-Praslin  (* 1612 in Praslin − † 12. Dezember 1690), Marquis de Praslin, Baron de Chaource, seigneur de Pargny, de Villiers, de Merderet, de Lantages, de Bouilly, de Souligny, de Vallières und Granges, 1642 Mestre de camp eines Kavallerieregiments, seit dem 30. Januar 1648 zweiter Lieutenant général des Königs in der Champagne, Gouverneur von Troyes und Lieutenant général des armées du roi in der Champagne, ⚭ 3. Februar 1653 Charlotte d'Hautefort (* 1610 – † 28. Februar 1712[1] in Praslin, 1640–1653 Hofdame der Königin Anna von Österreich)

- Marie Françoise (* 1653 – † 1721), Marquise de Praslin:
⚭ (1.) 15. Dezember 1679 Louis Armand de L’Abadie de Sautoir († November 1680), Capitaine der Kavallerie, (die Ehe wurde ohne Nachkommen geschieden);
⚭ (2.) Juli 1683 Jean Baptiste Gaston de Choiseul (* 1659 in Blois – † 23. Oktober 1706 in Mailand,), comte d’Hostel, Marquis de Praslin (1690–1706), Lieutenant général des armées du roi, Ordre royal et militaire de Saint-Louis, Lieutenant général der Champagne, Gouverneur von Troyes

1. Charlotte Françoise († vor 1690 in Praslin – † 7. Dezember 1743), Marquise de Praslin, ⚭ 23. September 1711 Claude de Pons (* 1683 – † 1770), comte de Rennepont, marquis de Praslin (von seiner Ehefrau her), ohne Nachkommen
⚭ (3.) 1711 ⚭ Nicolas Martial de Choiseul († 1760), Chevalier de Choiseul Beaupré, Marquis de Praslin (von seiner Ehefrau her), Kapitän des Königs, ohne Nachkommen
Im Mannesstamm erloschen